# Le Petit Bonhomme en mousse
Le Petit Bonhomme en mousse est un single de Patrick Sébastien sorti en 1999.
Dans son émission Le Plus Grand Cabaret du monde, Patrick Sébastien présente un numéro humoristique de marionnettes du catalan Jordi Bertrán, dans lequel un petit personnage en mousse et en forme de T essaie de sauter d'un plongeoir. Le numéro est accompagné d'une musique jouée au kazoo par Jordi Bertran (dont il a composé la musique).
Patrick Sébastien s'inspire de ce numéro pour écrire des paroles sur cette mélodie, après avoir remarqué que le public fredonnait l'air en quittant l'émission.
L'expression « petit bonhomme en mousse » vient de Patrick Sébastien, le numéro s'intitulant Le T.
Il interprète pour la première fois la chanson dans son émission qui se classe en tête des ventes et devient un tube populaire fréquemment joué lors des fêtes.

Dans la série "Caméra Café", le personnage de Sylvain Muller (interprété par Alexandre Pesle) fredonne souvent Le Petit Bonhomme en mousse.